# Lilí Álvarez
Elia María González-Álvarez i López-Chicheri, més coneguda com a Lilí Álvarez (Roma, 9 de maig de 1905 – Madrid, 8 de juliol de 1998) va ser una pluriesportista, escriptora i periodista espanyola. Va practicar nombrosos esports, destacant com a tennista i patinadora, encara que també va practicar esquí, alpinisme, equitació, billar i va pilotar cotxes de carreres. Va ser una pionera de l'esport femení espanyol.

## Biografia
Va néixer a l'hotel Flora de Roma (Itàlia) durant una llarga estada dels seus pares. Es va criar a Suïssa i des d'una edat primerenca va començar a competir en una gran diversitat d'esports.
El 1934 Lilí d'Álvarez es va casar amb el comte de Valdéne, un aristòcrata francès. El 1939,
va perdre el seu únic fill i la parella aviat es va separar. Va tornar a la seva llar a Espanya el 1941
on va continuar activa en els esports i va començar a escriure sobre assumptes femenins i religiosos.
Va fundar el 1960, amb altres dones (María Laffitte y Pérez del Pulgar, Consuelo de la Gándara, Elena Catena de Vindel, María Salas Larrazábal, Pura Salas Larrazábal, Concepción Borreguero Sierra, María Jiménez de Obispo el Valle) el Seminari d'Estudis Sociològics sobre les dones amb l'objectiu d'aconseguir ser un espai de reflexió, diàleg i investigació al voltant de les dones a Espanya. Hi va pertànyer fins a la seua desaparició el 1986.

## Carrera com a tennista
Lilí Álvarez va ser una pionera en el tennis femení espanyol i va ser la jugadora més dominant 
del seu país el 1920. Entre 1926 i 1928 va aconseguir tres finals consecutives
a Wimbledon. El 1929 Álvarez va fer equip amb la jugadora holandesa Cornelia Bouman per guanyar el títol en dobles femenins en Roland Garros. Dos anys abans, perdria el títol de dobles mixt formant duo amb Bill Tilden.
El primer torneig que va guanyar va ser el campionat de Ginebra, amb 14 anys, el 1919. Va participar en dobles al costat de Rosa Torras en els Jocs Olímpics de París de 1924, on va arribar fins a quarts de final, sent l'esportista que més lluny va arribar de tota la delegació espanyola.
Lilí Álvarez va tenir una brillant actuació en els tornejos francesos de terra batuda celebrats a la Costa Blava. Campionats com Montecarlo, Cannes, Niça, Menton o Le Tonquet (París), van ser tornejos habituals en el palmarès de Lilí durant gairebé tota la dècada dels 20 i principis dels 30.
A Anglaterra va conquistar en 1926 el torneig de Beckenham, derrotant en la final la vuit cops campiona de l'Obert dels Estats Units Molla Mallory, la qual cosa seria preludi de la seva bona actuació en el Torneig de Wimbledon.
El 1930, Lilí Álvarez va guanyar el Torneig de Roma, campionat considerat com el tercer més important d'Europa; cap espanyola no va aconseguir alçar la copa de campiona fins que ho va fer Conchita Martínez el 1993. A l'hivern viatjà a Sud-amèrica, on guanyà els tornejos de Rio de Janeiro i Buenos Aires. Després d'una recaiguda en el seu rendiment que la portà a retirar-se el 1932, reaparegué el 1937.
Lilí Álvarez va guanyar dues vegades el Campionat d'Espanya de Tennis, el 1929 i el 1940, tancant així la seva carrera tenística un any més tard, després de guanyar la final del torneig de Santander (1941).
Lilí Álvarez va guanyar 38 (o 39) tornejos individuals, 19 en dobles i 21 en mixts; va vèncer les millors jugadores de la seva època com Suzanne Lenglen, Molla Mallory, Cilly Aussem, Helene Contostavlos, Simone Mathieu o Lucia Valerio, i el diari Daily Mail londinenc va considerar Lilí Álvarez una de les deu millors jugadores de tennis des de 1926 fins a 1931. Durant el binomi 1927-1928 va ser considerada la segona millor jugadora del món després d'Helen Wills. El joc d'Álvarez fou inusualment atrevit.
El 1931 va commocionar el món del tennis jugant primer el Roland Garros de París i després els campionats de Wimbledon amb una faldilla-pantaló dissenyada especialment per la dissenyadora Elsa Schiaparelli, que seria la precursora dels pantalons curts.

## Carrera esportiva
Encara que la fama esportiva de Lilí Álvarez la hi deu al tennis, aquest mai va ser el seu esport preferit, sinó els esports d'hivern. Va aprendre a patinar amb quatre anys a Suïssa i el 1917, quan tenia dotze anys, guanyà el seu primer campionat de patinatge a Saint-Moritz, superant la campiona francesa Melle Joly. Repetiria triomf el 1921 guanyant la Medalla d'Or Internacional de patinatge.
És convocada per la delegació espanyola dels primers Jocs Olímpics d'Hivern de Chamonix de 1924; no obstant això, una forta lesió fa que se centri en el tennis, i així abandona definitivament el patinatge. No obstant això, el 1940 reprèn la pràctica d'esports d'hivern i guanya el Campionat d'Espanya d'Esquí Alpí.
Ara bé, la participació de Lilí Álvarez, juntament amb la també tenista Rosa Torras, als Jocs Olímpics de 1924 va suposar l'inici de la presència femenina en esdeveniments olímpics en representació de la delegació espanyola. Concretament la seva participació en aquells Jocs s'inicià el dia 13 de juliol de 1924 en enfrontaments individuals.
El 1924, amb 19 anys, decideix participar en el Campionat de Catalunya d'Automobilisme, i aconsegueix el seu primer i únic títol en aquest esport, que abandona en comprovar la poca competició que hi havia. No obstant això, la importància d'aquest triomf es va deure al fet que, fins avui, és l'única dona a haver-hi aconseguit un triomf en categoria masculina (no hi havia competició femenina).

## Carrera literària
En 1927 Lili d'Álvarez va escriure un llibre en anglès publicat a Londres amb el títol
Modern lawn tennis. Aquest any, Álvarez va començar 
escrivint articles polítics d'Espanya per al periòdic britànic Daily Mail.
En 1946 publica el seu llibre Plenitud. Activament, va donar suport al moviment mundial 
femení i en 1951 va realitzar una xerrada titulada La batalla de la feminidad al
Congrés Hispà-Americà femení. Al llarg dels anys, va escriure molts llibres més.
Lili d'Álvarez va morir a Madrid en 1998.

## Finals individuals de Grand Slam

### Subcampionats (3)
| Any  | Campionat               | Rival en la Final    | Marcador Final |
| 1926 | Wimbledon               | Kitty McKane Godfree | 2-6, 0-6       |
| 1927 | Wimbledon Championships | Helen Wills          | 2-6, 4-6       |
| 1928 | Wimbledon Championships | Helen Wills          | 2-6, 3-6       |

## Finals dobles de Grand Slam

### Títols (1)
| Any  | Torneig       | Parella         | Oponents en la final       | Resultat |
| 1929 | Roland Garros | Cornelia Bouman | Bobbie Heine / Alida Neave | 7-5, 6-3 |

## Finals dobles mixts de Grand Slam

### Finalista (1)
| Any  | Torneig       | Parella     | Oponents en la final                | Resultat      |
| 1927 | Roland Garros | Bill Tilden | Marguerite Broquedis / Jean Borotra | 6-4, 2-6, 6-2 |

## Palmarès (parcial)

### Títols (16)
| Nº | Data                   | Campionat                     | Rival en la Final     | Marcador Final |
| 1  | 15 d'abril de 1923     | Torneig de Montecarlo         | Phyllis Satterthwaite | 6-3, 7-5       |
| 2  | maig de 1923           | Torneig de Aix-les-Bains      | Leslie Bancroft       | 6-4, 2-6, 6-1  |
| 3  | 3 de maig de 1924      | Torneig de Aix-les-Bains      | Marie Conquet         | 6-1, 3-6, 6-4  |
| 4  | 1 de setembre de 1924  | Torneig de Le Touquet         | Elizabeth Ryan        | 6-1, 6-1       |
| 5  | 15 de desembre de 1924 | Torneig de Montecarlo         | Phyllis Satterthwaite | 6-0, 6-1       |
| 6  | 2 de juny de 1926      | Torneig de Beckenhan          | Molla Mallory         | 6-4, 6-2       |
| 7  | 17 de setembre de 1926 | Torneig de Le Touquet         | Aurea Edington        | 6-1, 6-1.      |
| 8  | 24 de març de 1929     | Torneig de Cannes             | Paula von Reznicek    | 6-4, 6-1       |
| 9  | 14 d'abril de 1929     | Torneig de Beaulieu-sur-Mer   | Paula von Reznicek    | 6-3, 6-3       |
| 10 | 11 de maig de 1929     | Campionat d'Espanya de Tennis | Rosa Torras           | 6-1, 6-0       |
| 11 | 27 d'abril de 1930     | Torneig de Montecarlo         | Josane Sigart         | 3-6, 6-2, 7-5  |
| 12 | 5 de maig de 1930      | Masters de Roma               | Lucia Valerio         | 3-6, 8-6, 6-0  |
| 13 | 6 d'octubre de 1930    | Torneig de Rio de Janeiro     | Florence Texeira      | 6-1, 6-3       |
| 14 | 6 de novembre de 1930  | Torneig de Buenos Aires       | Maria Bushel          | 6-1, 6-2       |
| 15 | 18 de setembre de 1940 | Campionat d'Espanya de Tennis | Josefa Chávarri       | 6-2, 6-2       |
| 16 | 26 d'agost de 1941     | Torneig de Santander          | Josefa Chávarri       | 6-0, 6-1.      |